# Občina Črna na Koroškem
Občina Črna na Koroškem je ena od občin v Republiki Sloveniji s 3.300 prebivalci s središčem v Črni na Koroškem, ki predstavlja približno 60–70% njenega prebivalstva.

## Zgodovina občine
Zakon ob občinah je bil sprejet 4.3.1849. Občina Črna je nastala leta 1850. Katastrska občina Koprivna, ki danes spada pod Slovenijo in občino Črna na Koroškem, je bila takrat vključena v občino Bela. Občina Črna je takrat imela 2526 prebivalcev, kar je bilo v primerjavi z občinami v drugih deželah relativno veliko prebivalcev. Do leta 1890 se je iz občine Črna izločila občina Mežica.
Črna je leta 1921 spadala pod Mariborsko oblast ter okraj Prevalje. Ob uvedbi diktature leta 1929 se je uprava vršila preko banovin. Črna je tako spadala pod Dravsko banovino in srez Prevalje. Pod srez Prevalje je spadalo šest zdravstvenih občin med njimi tudi Črna.
Leta 1933 se v novo občino Črna združita bivši občini Črna in Koprivna. Leta 1939 je Črna spadala pod okraj Dravograd, obsegala je 148,01 kvadratnih kilometrov in imela 4189 prebivalcev.
Po koncu druge svetovne vojne je izšel zakon o upravni razdelitvi federalne Slovenije, ki jo je razdelil na pet okrožji. Črna je spadala pod okraj Prevalje in s tem pod Mariborsko okrožje.
Novi zakon o upravni razdelitvi Slovenije februarja 1948 je prinesel delitev na glavno mesto Ljubljano in 29 okrajev. Ukinjen je bil okraj Prevalje, vsi kraji, ki so prej spadali pod Prevalje so zdaj spadali pod Dravograd.
Leta 1952 se namesto izraza kraj uveljavi izraz občina. Občina Črna pri Prevaljah je takrat spadala pod okraj Slovenj Gradec. Imela je 4854 prebivalcev. Lea 1955, ko je prišlo do vzpostavitve komunalnega sistema, je okraj Slovenj Gradec bil vključen okraju Maribor, s tem je bila vključena tudi občina Črna pri Prevaljah.
Med leti 1955 in 1960 je bilo odpravljenih 47 občin, med njimi tudi Črna pri Prevaljah.
Ustava leta 1974 je dodatno poudarila samoupravni značaj občine. Kot temelj socialističnega samoupravljanja so služile krajevne skupnosti. Občina Ravne na Koroškem je zajemala 14 krajevnih skupnosti, med njimi tudi Črna na Koroškem.
Zakon o ustanovitvi občin iz oktobra 1994 je določil 147 novih občin, s tem je nastala občina Črna na Koroškem.

## Naselja v občini
Bistra, Črna na Koroškem, Javorje, Jazbina, Koprivna, Ludranski Vrh, Podpeca, Topla, Žerjav.

## Znamenitosti
Poleti je pri Najevski lipi Srečanje državnikov, malo za tem pa turistični teden. Pozimi so v Podpeci Snežni gradovi. Poleg Črne ne smemo pozabiti še treh lepih dolin, to so Bistra, Koprivna in Topla, ki je zaščitena kot krajinski park.

## Prebivalstvo
Ob popisu leta 2001 je bila slovenščina materni jezik 3412 (94,4 %) občanom, hrvaščina 38 (1,1 %) osebam, srbščina pa 36 (1 %) osebam. Neznano je za 62 (1,7)% oseb. 2443 ali 67,6 % oseb je rimokatoličanov.